# Loyre (Corrèze)
Die Loyre ist ein Fluss in Frankreich, der im Département Corrèze in der Region Nouvelle-Aquitaine verläuft. Sie entspringt im Gemeindegebiet von Noailhac, entwässert generell in nordwestlicher Richtung und mündet nach rund 14 Kilometern im Gemeindegebiet von Malemort als linker Nebenfluss in die Corrèze.

## Orte am Fluss
(Reihenfolge in Fließrichtung)
- Cosnac
- La Chapelle-aux-Brocs
- Malemort